# Gregorio Carafa

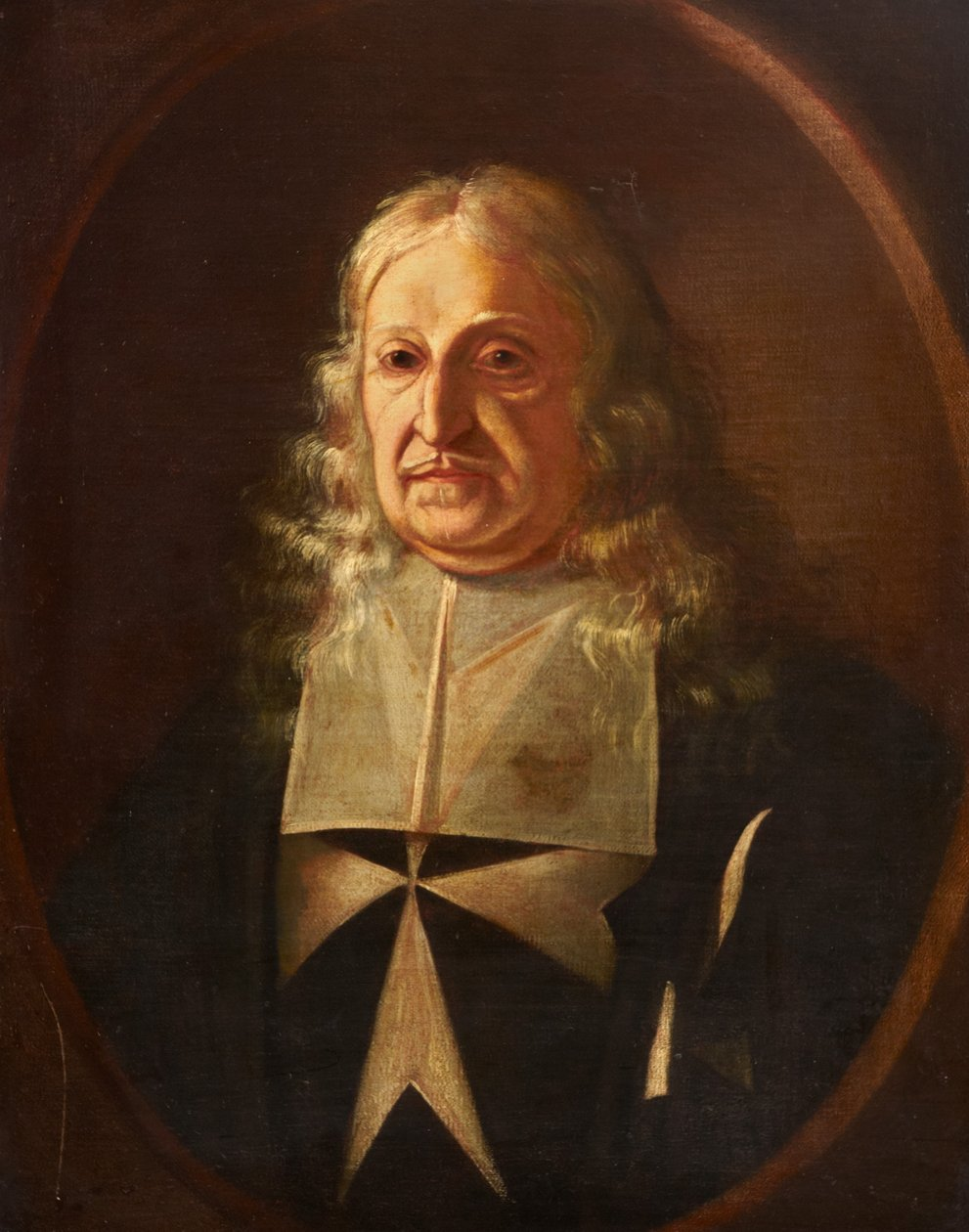
Gregorio Carafa.

Gregorio Carafa della Roccella, född den 17 mars 1615 i Castelvetere (nutida Caulonia), död den 21 juli 1690 i Valletta, var stormästare i malteserorden. Han var bror till kardinalerna Carlo Carafa della Spina och Fortunato Ilario Carafa della Spina.
Carafa inträdde i malteserorden i unga år och valdes den 2 maj 1680 efter Nicolas Cotoners död till dennes efterträdare.